# X-112
Dimensions
Le X-112 airfoil boat est un hydravion à effet de sol expérimental, destiné à expérimenter un nouveau type de transport maritime rapide dans les années 1960. 
C'est le premier WIG (de l'anglais Wing In Ground effect) de l'ingénieur allemand Alexander Lippisch, travaillant pour le compte de la société Collins aux États-Unis. Précédé par de nombreux essais sur des modèles à l'échelle 1/8 et 1/4 testés en bassin de carène et en soufflerie, ce prototype a été dessiné et construit en 1961-62 et testé en 1963.
Ce prototype est exposé au EAA Museum à Oshkosh (États-Unis).

## Sources
- (en)The aerodynamics of the unconventional air vehicles of A. Lippisch, Henry V. Borst and Associates, 1980
- (en) Brevet US du principe de l'engin à effet de sol avec quelques caractéristiques du X-112
- (en) Vidéo « The Aerofoil Boat X-112 », Collins (https://www.youtube.com/watch?v=wlIK-xViG_4)